# Ivo Jirásek
Ivo Jirásek (* 16. Juli 1920 in Prag; † 8. Januar 2004 ebenda) war ein tschechischer Komponist und Dirigent.

## Leben
Noch während der Gymnasialzeit in Jaroměř erhielt Jirásek privat Kompositionsunterricht bei  Otakar Šín. Ab 1938 setzte er seine Ausbildung bei Alois Hába und Miroslav Krejčí am Prager Konservatorium fort. Weiters studierte er Dirigieren bei Pavel Dědeček und Zdeněk Chalabala sowie Opernregie bei Ferdinand Pujman. Er schloss sein Studium am Konservatorium 1945 ab und wurde Assistent von Rafael Kubelík bei der Tschechischen Philharmonie. Ab 1946 arbeitete er am Schlesischen Theater (damals Zdeněk Nejedlý-Theater) in Opava zunächst als Dirigent, später als Leiter der Oper. Darüber hinaus war er in zahlreichen pädagogischen und organisatorischen Funktionen tätig. Er unterrichtete Dirigieren am Konservatorium in Ostrava und war außerdem Direktor der staatlichen Urheberrechtsgesellschaft. 1980 erhielt er den Ehrentitel eines „Verdienten Künstlers“ der ČSSR.

## Werke (Auswahl)

### Oper
- Herr Johannes. Oper nach dem Stück „Pan Johanes“ von Alois Jirásek, Libretto: Jiří Šrámek (1951–1952)
- Morgendämmerung über den Wassern. Libretto: Jiří Procházka (1960–1961)[1]
- Der Bär. Einaktige Oper nach dem gleichnamigen Stück von Anton Tschechow, Libretto: Karel Berman (1964)[2][3][4]
- Der Schlüssel. Einaktige Oper nach Arkadi Timofejewitsch Awertschenko, Libretto: Karel Berman (1968)
- Danse macabre (Und es wurde Abend und es wurde Morgen). Oper nach Ingmar Bergmans Film Das siebente Siegel, Libretto: Ivo Jirásek und Pavel Eckstein (1970–1971)[5]
- Meister Hieronymus. Oper in einem Prolog und zehn Bildern, Libretto: Ivo Jirásek (1979–1980)[6]
- Wunder. Oper in einem Akt nach einer Geschichte von Giovanni Francesco Straparola, Libretto: Jiří Havel (1981)

### Ballett
- Faust (1982–1985)

### Orchesterwerke
- Konzertante Sinfonie für Violine und Orchester (1958)
- Kleine Suite (1964)
- Variationen (1965)
- Festouvertüre (1971)
- Matka Naděje (Mutter Hoffnung). Sinfonie nach Vítězslav Nezval (Zweitfassung ohne Gesang, 1975–1976; Erstfassung siehe Vokalwerke)
- Mozartiana. Concertino für Kammerorchester (1978)
- Vier dramatische Studien (1985)
- Dämmerungsmusik für Englischhorn und Streichorchester (1985)
- Faust. Vier Szenen aus dem Ballett (1985–1986)
- Kleine Konzertmusik für Synthesizer und Orchester (1988)

### Ensemble
- Concertino für Cembalo und elf Streicher (1985)
- Sonata da camera für 13 Streicher (1966)
- Karneval in Rio für Flöte, Klarinette, Klavier, Kontrabass und Schlaginstrumente (1986)
- Präludium, Fuge und Choral nach einem Thema von Domenico Scarlatti für Flöte, Klarinette, Klavier, Kontrabass und Schlaginstrumente (1987)

### Duo und Kammermusik
- Vier Studien für Streichquartett (1963–1966)
- Serenade für Flöte, Bassklarinette und Schlagzeug (1967)
- Musique pour le café d’après-midi. Suite für vier Klarinetten (1972)
- Sonate für Viola und Schlagzeu (1976)
- 2. Streichquartett „Ludi con tre toni“ (1977–1978)
- Klaviertrio (1979)
- Permutazione für Flöte, Violoncello und Klavier (1981)
- 3. Streichquartett „Meditation über ein Thema von Bohuslav Martinů“

### Soloinstrument
- Praha s prsty deště (Prag mit den Fingern des Regens). Suite nach der gleichnamigen Sammlung surrealistischer Gedichte von Vítězslav Nezval für Zymbal (1974)
- La Frescobalda. Meditazione sul thema di Girolamo Frescobaldi für Cembalo (1987)

### Vokalwerke
- Das gekreuzigte Herz. Liederzyklus nach Gedichten von Jiří Wolker für tiefere Männerstimme und Klavier (1948)
- Krankenhaus-Ballade. Kantate für Soli, Chor und Orchester (1944)
- Du, meine Heimat. Liederzyklus nach Gedichten von Andrej Plávka für Bariton und Orchester (1960)
- Liebe. Kantate für Liederzyklus nach Worten von Kamil Bednář für Bass, Frauenchor und Kammerorchester (1960)
- Jahr im rostfarbenen Wald. Acht Lieder nach Gedichten von Miloš Tůma für tiefere Männerstimme und Kammerensemble oder Klavier (1966)
- Musik für Sopran, Flöte und Harfe (1967)
- Stabat Mater. Oratorium für Soli, Chor, Orgel und Blasorchester (1968)
- Matka Naděje (Mutter Hoffnung). Sinfonie nach Worten von Vítězslav Nezval für Bariton und Orchester (Erstfassung mit Gesang, 1973–1974; Zweitfassung siehe Orchesterwerke)
- Frauenporträt für Sopran, Flöte, Bassklarinette, Vibraphon und Klavier (1975–1976)
- Gesang über einen Planeten namens Erde. Kantate für Soli, Chor und Orchester (1975–1976)

### Musik für Kinder

#### Instrumental
- Unter Kindern. Sieben kleine Klavierstücke (1945)
- Concertino für Klavier und kleines Streichorchester (1979)
- Tänze und Lieder. Kleine Stücke für Klavier und ein beliebiges Blasinstrument (1986)

#### Vokal
- Reimsprüche nach Gedichten von Josef Kainar für Kinderchor, Bläserquintett und Schlagzeug (1962)
- Großmutters Kalender nach volkstümlichen Texten für Kinderchor und Instrumentalensemble (1974)